# 小行星5135
小行星5135（英語：5135 Nibutani）是一颗围绕太阳公转的小行星。1990年10月16日，上田清二、金田宏在钏路市发现了此天体。
这颗小行星的绝对星等为229.893771905888等。